# Tahara (judaïsme)
Pour les articles homonymes, voir Tahara.
Cet article concerne une procédure rituelle n'étant accomplie que par des personnes initiées à ces rites. Il n'est donc pas question de donner des détails sur le rite lui-même mais sur les conditions qui l'entourent.
La tahara (ou thahara, moins usité, héb. טהרה, purification) est un rite juif de purification, notamment du corps des défunts, par une toilette soumise à un cérémonial très précis, juste avant l'enterrement dans la mesure du possible. Cette importante mitzvah est confiée à la Hevra Kaddisha, et à elle seule.

## Tahara: désignation
Tahara (héb. טָהֳרָה) désigne le statut de pureté rituelle dans le judaïsme. Il apparaît ainsi dans plusieurs situations de la vie juive.
L'adjectif associé tahor (« pur ») signifie « adapté à entrer dans le Temple » ou « adapté à la présentation d'un sacrifice ».
Les lois qui régissent l'abstinence sexuelle des couples mariés pendant la période d'impureté de la femme (héb. נִדָּה, niddah) sont appelées Taharat ha-Mischpachah (héb. טָהֳרַת הַמִּשְׁפָּחָה « Pureté familiale »).
Tahara est également utilisé comme nom pour désigner le nettoyage spécifique du corps des défunts - sujet de cet article.
Le contraire de tahara, l'impureté rituelle, est appelé tumah (héb. טֻמְאָה) et l'adjectif correspondant est tamé « impur ». Une personne devient tamé (« impure ») par contact avec un mort ainsi que par le sang menstruel, l'éjaculat ou les maladies vénériennes.
Pour restaurer la pureté rituelle, l'immersion rituelle dans le mikvé (héb. טְבִילָה) est nécessaire.

## Latahara: généralités
La tahara relève d'une mitsva primordiale, un Commandement dont tout Juif doit s'acquitter.
Après la mort, la cérémonie de la tahara est « soumise à un rituel particulièrement précis, et caractérisée par la plus grande décence et un maximum d'égards envers le défunt », pour préserver sa dignité, inspirée en cela dans le judaïsme par le profond respect dû aux morts. Aussi est-il dit que l'âme de la personne décédée assiste à tous les actes accomplis par les vivants autour de sa dépouille et donc qu'elle voit, perçoit et entend tout ce qui est fait et dit autour d'elle et ne doit pas en souffrir.
Avant de commencer la cérémonie de la tahara, on demande pardon à la personne défunte des erreurs qu'on pourrait réaliser pendant celle-ci.
Selon un protocole précis, le corps de la personne défunte est entièrement débarrassé de toute poussière, des fluides corporels et d'autres souillures sur la peau ; ses ongles de mains et pieds sont nettoyés consciencieusement. L'ordre de la purification commence par le haut, siège de la présence divine, où son visage est lavé, ses cheveux également et démêlés ; elle se poursuit par le bas du corps, siège de l'univers des « écorces » qui recouvrent la matière. « Chacun des gestes exécutés lors de la purification a une signification qui lui est propre » et s'accompagne d'une liturgie spécifique.
Le corps est ensuite rituellement purifié, de préférence par immersion dans un mikvé, ou par aspersion substantielle de  « neuf mesures d'eau » tiède sur le corps. La tahara peut faire référence à tout le processus, ou à la seule purification rituelle.
Il ne s'agit pas seulement, dans la pensée juive, d'une toilette mortuaire, mais de la première étape de « libération de l'âme » pour accompagner la personne défunte jusqu'à sa dernière demeure, avant qu'ele ne se présente devant le « Maître du monde ».
La tahara se déroule en silence, sauf pour des sujets se rapportant à la tahara elle-même.
La tahara étant un acte de kavod hamet (honneur à la personne décédée) par excellence, il n'y a pas d'interruption, on évite de faire des actes qui auraient pu choquer la pudeur de la personne de son vivant, on évite même de la dénuder totalement mais seulement partie par partie ; durant les manipulations, son visage ne se retrouvera jamais face au sol. En effet, il ne s'agit pas « d'un mort qu'on lave », mais « d'une personne qu'on accompagne ».
Des prières et certaines sections de la Bible (Cantique des Cantiques, Psaumes (hébreu Tehilim, תהילים, « louanges »), ...) peuvent être lues.

Après la toilette, de l’eau tiède est versée sur le corps en prononçant les versets rituels : 
Et je verserai sur vous de l'eau pure et vous serez purifiés de toutes vos impuretés et de toutes vos souillures ; Je vous purifierai.
La personne décédée ainsi purifiée est revêtue de takhrikhim, draps de toile blanche évoquant les habits du Grand Prêtre, équivalents au linceul. Dans l'Antiquité, la coutume juive était de couvrir la tête des personnes mortes de bandelettes qui maintenaient le menton et la bouche fermée et de couvrir le reste du corps avec un autre linge,. Le réformateur protestant Jean Calvin y fait ainsi allusion au XVIe siècle : 
« ... à la façon des Juifs... on le peut entendre par la coutume que les Juifs observent encore aujourd'hui, mais aussi par leurs livres, qui montrent assez l'usage ancien : c'est d'envelopper à part le corps jusques aux épaules, puis envelopper la tête dedans un couvre-chef, le liant aux quatre coins. »
Après la tahara, un ou plusieurs membres de la Hevra kaddisha veillent constamment la personne décédée, et lui chantent des Psaumes jusqu'à l'enterrement.

## Qui réalise latahara
La tahara est confiée à la Hevra Kaddisha (« Sainte confrérie »), et à elle seule, dont les membres spécialisés dans ce rituel sont choisis pour leur dévouement et leur piété. Toute personne s'occupant de la tahara (ou même de l'enterrement) d'un défunt doit être exempte de toute préoccupation profane ce faisant.
Un proche du mort (son fils, sa fille), ou son disciple s'il s'agit d'un maître en Torah, ne peuvent y assister, par respect pour le défunt, forcément nu même partiellement. 
C'est d'ailleurs pour cette raison que la tahara se déroule dans une pièce toujours discrète et isolée des regards.
C'est toujours dans le même esprit de pudeur et dignité que la tahara d'une femme ou jeune fille ne peut être confiée qu'aux femmes de la Hevra Kaddisha.
Une femme niddah ou une personne seule ne peuvent accomplir la mitzvah.

## Moment de latahara
La tahara se produit juste avant l'enterrement. S'il est retardé, ou qu'on souhaite le réaliser en un autre lieu que celui du décès, la tahara a lieu le plus près possible du moment du décès, afin de mettre le corps en bière et de ne plus y toucher.
On ne réalise pas la tahara à Shabbat ni à Yom Kippour. 
On ne purifie pas le corps d'un mort par hémorragie, c'est-à-dire dont l'hémorragie est la cause établie du décès : on revêt ces personnes de takhrikhim (« linceul ») sans même les déshabiller. Dans des cas plus douteux, il vaut mieux se référer à une autorité rabbinique compétente.
Un enfant est purifié par la tahara, quel que soit son âge. S'il n'a pas été circoncis, c'est avant la tahara qu'il le sera. C'est aussi à ce moment-là qu'il sera nommé. Une petite fille est simplement nommée avant son enterrement.

## Membre d'un corps
Toute partie du corps humain, y compris les membres amputés par accident ou chirurgicalement, doit être enterrée, de préférence là où est inhumé le corps. La tahara n'est pas nécessaire, mais le membre sera lavé et enveloppé dans un linceul.
Son inhumation se fait sans cérémonie ni prière particulière.

## Revêtement
Il est de coutume de revêtir l'homme défunt de son talit (châle de prières) par-dessus les takhrikhim ; l'un des coins du talit est à cette occasion sectionné. Ce revêtement du corps du défunt s'explique car, « au jour de la Résurrection des morts, ceux-ci se lèveront vêtus ». On ne le revêt pas de ses vêtements habituels voire de ses plus beaux atours, pour ainsi marquer la distinction qui s'opère alors entre le corps profane habillé et le corps saint qui rejoint la « Divine Royauté ».
Le livre du Zohar indique que le vêtement inférieur (takhrikhim) est celui de l'âme animale ou corporelle, alors que le talit représente l'habit de l'âme divine, de l'esprit, celle qui s'unit à la Shekhina chaque fois que l'homme juif le revêt pour prier. Ces deux âmes (corporelle et divine) dissociées par la mort ne seront réunies à nouveau qu'au jour de la Résurrection.
L'enfant n'ayant pas atteint la Bar Mitzva ne possède pas de talit, sinon parfois un talit qatan. On ne l'y enveloppe que s'il avait l'habitude de le porter de son vivant.

## Mise en bière du corps
La personne défunte purifiée et revêtue est délicatement déposée sur le dos sur un lit de paille au fond du cercueil (qui, en hébreu, se dit Aron, comme l'Aron Hakodesh, dans laquelle sont placés les rouleaux de la Torah) ; elle est face vers le ciel, bras tendus le long du corps. Le cercueil doit être des plus ordinaires.
En diaspora, il est de coutume d'y placer une poignée de terre ou sable provenant de la terre d'Israël, car c'est là que, selon la tradition, le Messie ressuscitera les morts.
En Israël, et selon la tradition juive, le corps est inhumé directement dans la terre.
Avant de sceller définitivement le cercueil, il est permis à la famille de regarder une dernière fois le défunt, mais sans le toucher ni l'embrasser. On a l'habitude de lui demander pardon (me'hila) à ce moment, pour les torts ou les offenses qu'on a pu lui causer.

## Sources
- Grand-rabbin Jacques Ouaknin, L'Âme immortelle, Précis des lois et coutumes du deuil dans le judaïsme, éditions Bibliophane-Daniel Radford 2002, publié avec le concours du consistoire de Paris  (ISBN 2-86970-059-8).
- Rav Alfred J. Kolatch, Le Livre juif du Pourquoi?, traduit par le Dr A. Kokos, Collection Savoir, 
  - Tome I éditions MJR 1990  (ISBN 2-88321-002-0),
  - Tome II éditions MJR 1996  (ISBN 2-88321-018-7).
- Les Derniers Devoirs, Le Rituel juif du deuil [PDF], sur le site web du consistoire de Paris.
- Témoignage anonyme d'un membre d'une Hevra Kaddisha (en Anglais)
- Une description générale des rites funéraires dans le judaïsme.
- La Tahara sur MyJewishLearning.com (en anglais).